# 燕山夜话
《燕山夜话》是中国作家邓拓以“马南邨”为笔名撰写的一系列专栏杂文，后结集出版。

## 简介
1961年3月9日，《北京晚报》副刊《五色土》正式开辟“燕山夜话”专栏，首篇文章为《生命的三分之一》。之后该专栏每周二、四见报，至1962年因作者“近来把业余活动的注意力转到其他方面”而结束。《燕山夜话》中的“燕山”指代北京，“夜话”按邓拓本意是指文章在八小时以外的夜间写成；笔名“马南邨”则是当年邓拓等人创办的《晋察冀日报》所在的马兰村的谐音。专栏中的文章后分为五集结集出版（其中第五集为邓拓精选的29篇未编文稿，又将在其它报刊上发表的短文选了一篇加上，补足30篇而成），共计150篇文章。文章包罗万象，敢于正视现实、针砭时政，融思想性、知识性、趣味性于一体，在当时颇受欢迎。作家老舍曾评价《燕山夜话》为“大手笔写小文章”。
据作者本人所述，《燕山夜话》出版之后，当时国内报纸多有效仿，如山东《大众日报》的《历下漫话》、《云南日报》的《滇云漫潭》等。对此作者表示：“我衷心祝愿这些报纸的专栏杂文，能够长期坚持下去，并且不断地改进内容，更好地为读者服务；同时希望读者们也能够从这些报纸的专栏杂文中得到有益的知识。”
1966年，邓拓和吴晗、廖沫沙被康生、姚文元等人诬陷为“三家村反党集团”，《燕山夜话》也被打成“反党黑文”，邓拓因此含冤而死。1979年，邓拓被平反，《燕山夜话》得以重新出版；再版时由邓拓的夫人、前中央人民广播电台播音员丁一岚撰写前言，并且额外收录了邓拓的《陈绛和王耿的案件》、《鸽子就叫做鸽子》和《今年的春节》三篇文章。